# Megastylis
Megastylis es un género de orquídeas de hábitos terrestres. Es originario de Nueva Caledonia y Vanuatu. Tiene 10 especies descritas y de estas solo 7 aceptadas.

## Descripción
Son orquídeas de gran tamaño, con hábitos terrestres a  semi-litofita que se encuentran en Nueva Caledonia y Vanuatu como un grupo de hierbas, con hoja perenne con tubérculos y sin tallo, o muy corto, no ramificado que lleva de 1 a unos pocas hojas, basales, pecioladas, ovadas-lanceoladas, coriáceas y agudas,  marginadas con dientes negros. Florece en una inflorescencia erecta, terminal, con varias a muchas flores.

## Taxonomía
El género fue descrito por (Schltr.) Schltr.  y publicado en Botanische Jahrbücher für Systematik, Pflanzengeschichte und Pflanzengeographie 45: 379. 1911.

## Especies
1. Megastylis gigas (Rchb.f.) Schltr., Bot. Jahrb. Syst. 45: 379 (1911).
2. Megastylis glandulosa (Schltr.) Schltr., Bot. Jahrb. Syst. 45: 379 (1911).
3. Megastylis latilabris (Schltr.) Schltr., Bot. Jahrb. Syst. 45: 379 (1911).
4. Megastylis latissima (Schltr.) Schltr., Bot. Jahrb. Syst. 45: 379 (1911).
5. Megastylis montana (Schltr.) Schltr., Bot. Jahrb. Syst. 45: 379 (1911).
6. Megastylis paradoxa (Kraenzl.) N.Hallé, in Fl. Nouv.-Caléd. 8: 504 (1977).
7. Megastylis rara (Schltr.) Schltr., Bot. Jahrb. Syst. 45: 379 (1911).